# Nojeon-en-Vexin
Nojeon-en-Vexin è un comune francese di 321 abitanti situato nel dipartimento dell'Eure nella regione della Normandia.

## Società

### Evoluzione demografica
Abitanti censiti